# Campionato austriaco di calcio a 5
Il campionato austriaco di calcio a 5 detto anche 1. ÖFB Futsal Liga (precedentemente conosciuta come Murexin Futsal Bundesliga), è la massima competizione austriaca di calcio a 5 organizzata dalla Österreichischer Fußball-Bund.

## Storia
L'Austria ha sviluppato un movimento del calcio a 5 di livello nazionale a partire dall'inizio del secondo millennio. A partire dal 2006-07, la formula della competizione è passata da una fase regionale con finale nazionale a un girone unico all'italiana. Nella stessa stagione è stata istituita la coppa nazionale.

## Albo d'oro
- 2002-2003:  Olida Ceramic Vienna (1)
- 2003-2004:  Best Putz Linz (1)
- 2004-2005:  AKA U19 St. Pölten (1)
- 2005-2006:  Eugendorf (1)
- 2006-2007:  Stella Rossa Vienna (1)
- 2007-2008:  Graz (1)
- 2008-2009:  Allstars W.N. (1)
- 2009-2010:  Stella Rossa Vienna (2)
- 2010-2011:  Stella Rossa Vienna (3)
- 2011-2012:  Allstars W.N. (2)
- 2012-2013:  Stella Rossa Vienna (4)
- 2013-2014:  Schwaz (1)
- 2014-2015:  Stella Rossa Vienna (5)
- 2015-2016:  Kaiserebersdorf (1)

- 2016-2017:  Diamant Linz (1)
- 2017-2018:  Allstars W.N. (3)
- 2018-2019:  Allstars W.N. (4)
- 2019-2020:  Allstars W.N. (5)
- 2020-2021:  Diamant Linz (2)
- 2021-2022:  Fortuna WNSC (1)
- 2022-2023:  Diamant Linz (3)
- 2023-2024:  Diamant Linz (4)